# 哈米爾
哈米爾（Halmir）是托爾金小說的虛構人物，他在《精靈寶鑽》登場。
哈米爾是伊甸人（Edain），在第一紀元期間是哈拉丁族（Haladin）的領袖。他的父親是哈丹（Haldan），哈米爾有兩子兩女，兒子是哈迪爾（Haldir）與肯達爾（Hundar），女兒則是哈瑞絲（Hareth）與希瑞爾（Hiril）。
魔苟斯（Morgoth）發動班戈拉赫戰役（Dagor Bragollach），攻下了把守西瑞安通道的米那斯提力斯塔（Tower of Minas Tirith），長驅南下貝爾蘭。哈米爾的子民取得了光榮的戰績，他們在貝西爾（Brethil）森林與埃盧·庭葛（Elu Thingol）派遣的畢烈格（Beleg）援軍埋伏，全殲南下的半獸人大軍。此後，半獸人再也不敢越過泰格林河（Teiglin），哈拉丁族暫時獲得和平，納國斯隆德（Nargothrond）亦得以喘息。
梅斯羅斯聯盟建立後，哈米爾及其子民響應聯盟的號召，紛紛磨利斧頭準備作戰。哈米爾本欲帶領子民參與尼南斯·阿農迪亞德戰役（Nirnaeth Arnoediad），但在開戰前不久哈米爾卻去世了，由兒子哈迪爾（Haldir）領軍。
哈米爾讓哈拉丁族與哈多族透過聯姻結合，他的孩子哈迪爾及哈瑞絲與哈多（Hador）的孩子葛羅瑞希爾（Glóredhel）及高多（Galdor）結婚。哈瑞絲正是著名的胡林（Húrin）和胡爾（Huor）兄弟的母親。希瑞爾是杭索爾（Hunthor）和曼索爾（Manthor）的祖母，杭索爾是陪伴圖林刺殺格勞龍的伙伴之一、曼索爾為哈丁之後的哈拉丁族首領，不久被殺。肯達爾之子為肯達德（Hundad），肯達德之子為哈丁（Hardang），他是哈拉丁族內戰前最後一位首領。

## 哈拉丁族首領
```
                       
哈達德

                           |
                      ----------
                      |         |
                  
哈達爾
       
哈麗絲

                      |
                  
哈丹

                      |                     
                  
哈米爾

                      |
                  ---------------------------------------------------
                  |             |             |                      |
  　
葛羅瑞希爾
 = 
哈迪爾
   　　  
肯達爾
     　　 
哈瑞絲
 = 
高多
     　　　 
希瑞爾

             　     |             |
         　     
韓迪爾
          
肯達德

           　       |             |
               
布蘭迪爾
         
哈丁
```

粗體代表哈拉丁族的首領。